# Francesco Pannofino
Francesco Pannofino, né à Pieve di Teco le 14 novembre 1958, est un comédien de doublage, directeur artistique et acteur italien.
Il est surtout connu pour avoir doublé George Clooney, Denzel Washington, Matt Schulze, Kurt Russell, Antonio Banderas, Mickey Rourke, Tom Hanks, Daniel Day-Lewis, Jean-Claude Van Damme et Wesley Snipes, ainsi que pour avoir interprété René Ferretti dans la série télévisée Boris.

## Biographie

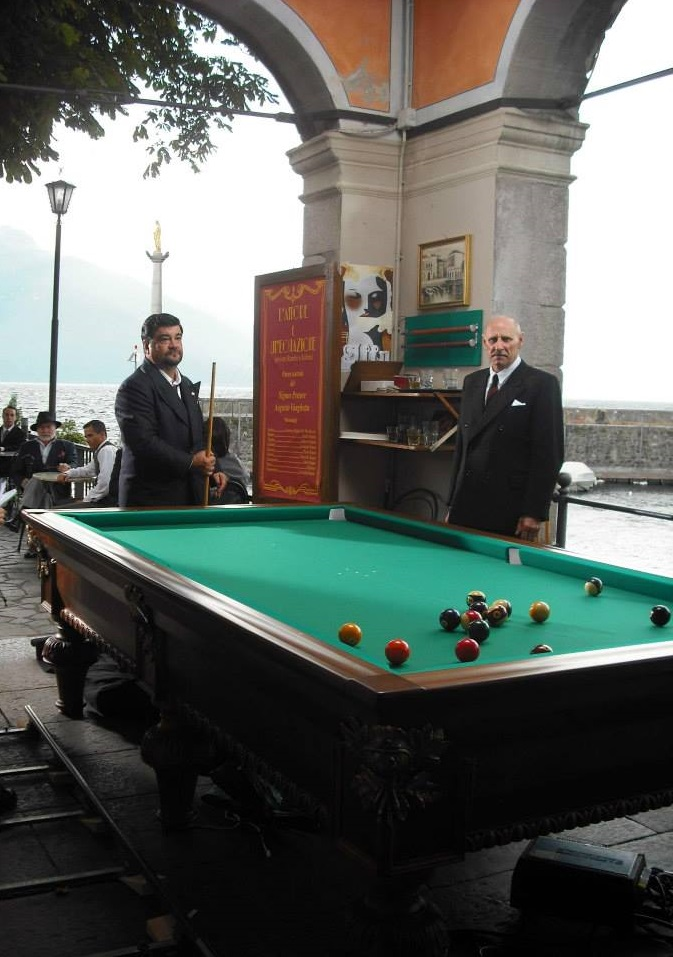
Pannofino et Ermanno Maculan en 2013, sur le tournage de Il pretore.

Fils de parents originaires des Pouilles, de Locorotondo (province de Bari), puis émigré à Gênes, il est le frère de Lino Pannofino, acteur et dialoguiste. Jusqu'en 1963 il vit à Pieve di Teco où il est né, puis à Imperia jusqu'en 1972, quand il déménage avec sa famille à Rome.
Le 16 mars 1978, en attendant le bus près de chez lui pour se rendre à l'université pour passer son examen de mathématiques, il est l'un des témoins oculaires de l'attentat de la Via Fani, dans lequel Aldo Moro a été enlevé et cinq membres de son escorte tués ; sur cet épisode, il a écrit la chanson Il sequestro di Stato (L'enlèvement d'État).
Il est marié avec l'actrice et doubleuse Emanuela Rossi, avec qui il a eu un fils. Les deux acteurs se sont séparés en 2006, pour se remarier en 2011.
Depuis le 27 avril 2014, il est citoyen d'honneur de Pieve di Teco, sa ville natale.

## Carrière

### Comédien de doublage
Francesco Pannofino est surtout connu pour être la voix officielle de George Clooney et Denzel Washington. 
En 2004, il remporte le premier prix du Leggio d'oro dans la catégorie meilleur acteur de l'année, pour la voix de Denzel Washington dans Out of time.